# Sàlvia de fulla petita
La sàlvia de fulla petita (Salvia microphylla) és una espècie de sàlvia nativa del sud-oest d'Arizona i de les muntanyes de Mèxic, excepte les del nord. És una espècie molt complexa que fàcilment s'hibrida i des de la dècada de 1990 hi ha nombrosos híbrids i cultivars en horticultura ornamental. L'epítet específic del nom científic, "microphylla", deriva del grec i significa "de fulles petites". A Mèxic s'anomena "mirto de montes" ("murtra de les muntanyes").

## Descripció
En estat silvestre, Salvia microphylla creix fins a una alçada d'1 a 1,3 m i arriba a una amplada semblant. Les fulles tenen forma ovada, estan lleugerament cobertes de pilositat i són fragants.
Floreix amb profusió a finals de primavera i també a la tardor, i, de manera esporàdica, al llarg de tot l'any. Les flors estan disposades en verticils i són de color variats, magenta, vermell o rosat, segons el cultivar.
És molt utilitzada en jardineria, i, per exemple, es pot veure plantada al parc del Poblenou de Barcelona.